# Universidad Mohamed V
La Universidad Mohamed V (en árabe, جامعة محمد الخامس Yāmi`at Muhammad al-Jāmis) es una universidad pública de Marruecos ubicada en la capital, Rabat.

## Historia
La Universidad Mohamed V (UM5) fue oficialmente inaugurada por el rey Mohamed V, el 21 de diciembre de 1957. 
La universidad lleva el nombre de Mohammed V fallecido en 1961 y Rey de Marruecos. En 1993, se dividió en dos universidades independientes:
- La Universidad Mohamed V en Agdal, donde se encuentran las facultades de Ciencias, Humanidades, Derecho y Ciencias Económicas.
- La Universidad Mohamed V en Souissi, donde se encuentran varias facultades, entre ellas las de Medicina, Ingeniería informática y Comunicación.

El 1 de septiembre de 2014 ambas universidades se fusionaron para constituir de nuevo la Universidad Mohamed V de Rabat.

## Establecimientos

### Ciencia y Tecnología
- Escuela Normal Superior (ENS)
- Escuela Superior de Tecnología de Salé (EST Salé)
- Facultad de Ciencias de Rabat (FCR)
- Instituto Científico (IC)
- Instituto Universitario de Investigaciones Científicas (IUIS)

### Ingeniería
- Escuela de Ingenieros Mohammadia (EMI)
- Escuela Nacional de Informática y Análisis de Sistemas (ENSIAS)
- Escuela Normal Superior de Educación Técnica (ENSAM)

### Ciencias de la Salud
- Facultad de Odontología (FMD)
- Facultad de Medicina y Farmacia (FMP)

### Ciencias de la educación, humanidades y ciencias sociales
- Escuela Normal Superior (ENS)
- Facultad de Letras y Ciencias Humanas de Rabat (FLCH)
- Facultad de Ciencias de la Educación (FSE)
- Instituto de Estudios Africanos (IAE)
- Instituto de Estudios Hispano-Lusofonos (IEHL)
- Instituto de Estudios e Investigaciones para la Arabización (IEIA)

### Ciencias económicas y jurídicas de la gestión.
- Escuela Superior de Tecnología de Salé (EST Salé)
- Facultad de Ciencias Jurídicas, Económicas y Sociales - Agdal (FSJES-Agdal)
- Facultad de Ciencias Jurídicas, Económicas y Sociales de Salé (FSJES-Salé)
- Facultad de Ciencias Jurídicas, Económicas y Sociales Souissi (FSJES-Souissi)

### Centros
- Centro de acogida, información, orientación y seguimiento (CAIOS)
- Centro Médico-Social
- Centro de aprendizaje digital
- Centro de Emprendimiento
- Centro Universitario de Formación y Especialización (CUFE)
- Centro de recursos lingüísticos

## Personalidades afines a la universidad

### Presidentes de la Universidad Mohamed V de Rabat desde 1958
Mohamed El Fassi - presidente de la universidad entre 1958 y 1978
Abdelatif Ben Abdeljlil - presidente de la universidad entre 1978 y 1997
Abdellah Al Masslout - presidente de la universidad entre 1992 y 1997
Abdelouahed Belkziz - presidente de la universidad entre 1997 y 2000
Sidi Mohammed Tahar Alaoui - presidente de la universidad entre 1997 y 2002
Hafid Boutaleb - presidente de la Universidad Mohammed V Agdal entre 2002 y 2010
Taib Chkili - presidente de la Universidad Mohammed V Souissi entre 2002 y 2010
Radouane Mrabet - presidente de la Universidad Mohammed V Souissi entre 2011 y agosto de 2014
Wail Benjelloun - presidente de la Universidad Mohammed V Agdal entre 2010 y 2014
Saaïd Amzazi - presidente de la universidad entre 2015 y 2018
Mohammed Rhachi - presidente de la universidad desde 2018

### Profesores
Germain Ayache: miembro del Partido Comunista Marroquí y profesor de la Facultad de Letras y Ciencias Humanas de la Universidad de Rabat.
Mohamed Aziz Lahbabi: filósofo, intelectual, novelista y poeta marroquí candidato al Premio Nobel de Literatura.
Driss Khalil: profesor de la Universidad Mohammed V de Rabat y miembro de la junta de la Unión Mundial de Academias.
Mahdi Elmandjra: profesor, diplomático, futurólogo y escritor marroquí en humanidades y ciencias sociales.
Abdallah Laroui:: académico, historiador, islamólogo y novelista marroquí.
Abdellatif Berbiche: médico, profesor asociado de medicina y anteriormente embajador de Marruecos en Argelia.
Brahim Boutaleb: profesor de historia contemporánea en la Universidad Mohammed V de Rabat y diputado por la ciudad de Fez de 1977 a 1983.
Mohammed Habib Sinaceur: político marroquí, profesor universitario, líder de la Unión Socialista de Fuerzas Populares.
Ali Oumlil: filósofo, pensador, denfesor de los derechos humanos, diplomático y político marroquí.
Abdelmalek Jeddaoui: ingeniero químico, profesor de la Facultad de Ciencias de Rabat (1971-1981) y anteriormente embajador de Marruecos en Rusia.
Abdelaziz Benjelloun: jurista marroquí. profesor de derecho en la Universidad Mohamed V de Rabat, fue presidente del Consejo Constitucional.
Fatima Mernissi: académica, socióloga y feminista marroquí.
Fathallah Oualalou: economista y político marroquí, ministro de Economía y Finanzas.de 1998 hasta 2007.
Hamza Kettani:: político marroquí afiliado al partido Unión Constitucional y profesor de la universidad Mohamed V de Rabat.
Ahmed Taoufiq: antiguo director de la Biblioteca Nacional del Reino de Marruecos y ministro marroquí de Habous y Asuntos Islámicos.
Abdeltif Menouni, político, jurista y constitucionalista marroquí, profesor titular de la facultad de derecho de la UM5 desde 1969.
Abdelmajid Benjelloun: escritor, poeta e historiador marroquí, fue profesor en la Facultad de Derecho de Rabat desde 1976 hasta agosto de 2005.
Malika Assimi: poeta marroquí.
Tajeddine El Husseini: profesor de derecho internacional en la Universidad Mohamed V de Rabat.
Driss Benali: economista, investigador y profesor de la Universidad Mohamed V de Rabat.
Abdelkader Fassi Fehri: lingüista, experto internacional, Profesor de investigación en lingüística y presidente de la Asociación Lingüística de Marruecos.
Omar Azziman: abogado, académico y consejero real marroquí, profesor de la facultad de Derecho de la universidad Mohamed V de Rabat.
Bensalem Himmich: profesor marroquí de filosofía en la universidad Mohamed V de Rabat y ministro de Cultura entre 2009 y 2012.
Larbi Jaïdi: profesor de la universidad Mohamed V Agdal y antiguo asesor del presidente del gobierno y del ministro de economía y Hacienda.
Zakia Iraqui Sinaceur: lingüista, profesora universitaria y presidenta de la asociación marroquí del patrimonio lingüístico.
Abderrahmane El Moudden: profesor asistente en la facultad de letras y ciencias humanas de Rabat.
Omar Kettani: economista y profesor de la universidad Mohamed V de Rabat.
Nizar Baraka: profesor de ciencias jurídicas, económicas y sociales, economista y político marroquí, ministro y secretario general del Partido Istiqlal desde 2017.
Mouna Cherkaoui: profesora de la Universidad Mohamed V Agdal y miembro de la junta directiva del Foro de Investigación Económica.
Abderrahim Benhadda: antiguo decano de la facultad de letras y ciencias humanas de la universidad Mohamed V.
Hassan Tariq: profesor de derecho de la universidad Mohamed V.

### Estudiantes
Mohamed Abed Al-Jabri: académico y filósofo marroquí; se graduó de la universidad con una licenciatura en filosofía en 1967 y un doctorado en 1970.
Mohamed Aissaoui: se licenció en economía de la facultad de derecho y economía en 1968.
Mohamed El Yazghi: abogado y político marroquí, ex primer secretario de la Unión Socialista de las Fuerzas Populares y uno de los fundadores de la Asociación Marroquí por los Derechos Humanos.
Omar Benjeloun: ideólogo, sindicalista, ingeniero, abogado y periodista marroquí.
Mohamed Bouzoubaâ: abogado y diputado, fue Ministro de Justicia en el gobierno de Jettou I y II desde el 11 de noviembre de 2002 hasta octubre de 2007.
Mehdi Ben Bouchta: magistrado y político marroquí, fue presidente de la Cámara de Representantes, sucediendo a Abdelhadi Boutaleb.
Abás El Fasi: licenciado en Derecho en 1963 por la Universidad Mohamed V, abogado y exsecretario general del partido istiqlal, fue primer ministro del 2007 al 2011t‘‘‘.
Abdellatif Laâbi: poeta, escritor y traductor marroquí. Recibió el premio Goncourt de poesía el 1 de diciembre de 2009.
Malika Assimi: poeta marroquí.
Mohamed Achaari: escritor, político afiliado a la Unión Socialista de las Fuerzas Populares y Ministro de Cultura de marzo de 1998 a 2007.
Abdelilah Benkirán: empresario, académico y estadista marroquí, miembro del Partido Justicia y Desarrollo. Fue jefe de gobierno del 29 de noviembre de 2011 al 5 de abril de 2017.
Saadeddine Othmani: psiquiatra, estadista marroquí, jefe de gobierno de Marruecos del 5 de abril de 2017 al 7 de octubre de 2021‘.
Youssef El Amrani: Licenciado en Ciencias Económicas por la Universidad Mohammed V de Rabat en 1978.
Ahmed Tawfiq Hjira: Licenciado en Ciencias Económicas por la Facultad de Derecho de Rabat en 1980.
Mohammed Noureddine Affaya: erudito y pensador marroquí.
Nabila Mounib: Secretaria General del Partido Socialista Unificado.
Mohamed VI: Rey de Marruecos, obtuvo la licenciatura en Ciencias jurídicas, económicas y sociales en la Universidad de Rabat en 1985.
Nizar Baraka: Licenciado en Econometría en 1985.
Rafik Abdessalem: Licenciado en filosofía por la Universidad Mohamed V de Rabat, Ministro de Asuntos Exteriores de Túnez bajo el gobierno de Hamadi Jebali.
Laila Lalami: novelista marroquí que actualmente trabaja en Estados Unidos, finalista del Premio Pulitzer de Ficción 2015 por El relato del moro, novela de ficción sobre el personaje histórico Estevanico, el primer explorador negro de América del Norte y uno de los cuatro supervivientes de la expedición de Narváez en 1527.
Nasser Bourita: diplomático marroquí y Ministro de Asuntos Exteriores, Cooperación Africana y Marroquíes Residentes en el Extranjero.
Moulay Rachid: príncipe marroquí.
Nouzha Bouchareb: exministra marroquí.
Aziz El Badraoui: empresario marroquí
Fatima-Zahra Mansouri: Ministra de Desarrollo Territorial Nacional, Planificación Urbana, Vivienda y Política Urbana.
Khadija El Kamouny: ingeniera y médico marroquí, nombrada por el rey Mohammed VI como uno de los 35 miembros de la comisión especial sobre el modelo de desarrollo.